# 2000 AD into the Future
2000 AD into the Future is een muziekalbum van Rick Wakeman.
Het is 1991 en Rick Wakeman liet zijn visie los op het jaar 2000. De muziek is een mix van onrustige New agemuziek en rustige rock, kortom een steeds afwisselende stijl. Alhoewel in die jaren de toetsinstrumenten een ontwikkeling lieten zien, staat dat bij dit album stil. Wakeman bespeelde nog steeds zijn Korg en wisselt dat hier af met een Roland en Yamaha. De dynamiek is vlak en buitte de mogelijkheden van de compact disc niet uit. Bijkomend nadeel zijn de blikkerige klanken van het elektronische percussie. Wel een aanrader was de hoes, een ontwerp van Rodney Matthews. Plaats van opname was Man, voorheen Bajonor House, nu Bajonor Studio.

## Musici
- Rick Wakeman – toetsinstrumenten
- Stuart Sawney – elektronisch slagwerk, geluidstechnicus.

## Tracklist
Allen van Wakeman

| Nr. | Titel                 | Duur |
| --- | --------------------- | ---- |
| 1.  | Into the future       | 5:06 |
| 2.  | Toward peace          | 3:08 |
| 3.  | 2000 AD               | 5:07 |
| 4.  | AD Rock               | 5:05 |
| 5.  | The time tunnel       | 3:15 |
| 6.  | Robot dance           | 8:01 |
| 7.  | A new beginning       | 4:01 |
| 8.  | Forward fast          | 6:03 |
| 9.  | The seventh dimension | 4:28 |